# Franske film fra 1959

## Franske film i Danmark
I Danmark fik følgende film fra 1959 premiere på et eller andet tidspunkt:
| Dansk titel                                       | Fransk titel                      | Instruktør                       |
| ------------------------------------------------- | --------------------------------- | -------------------------------- |
| Kun solen var vidne                               | Plein soleil                      | René Clément                     |
| Fætrene                                           | Les cousins                       | Claude Chabrol                   |
| Astronauterne                                     | Les astronauts                    | Walerian Borowczyk, Chris Marker |
| Sort karneval                                     | Orfeu negro                       | Marcel Camus                     |
| Politikommisær Maigret løser mysteriet på slottet | Maigret et l'affaire Saint-Fiacre | Jean Delannoy                    |
| Her går det godt                                  | Archimède, Le clocahrd            | Gilles Grangier                  |
| De elendige 2                                     | Les misérables 2                  | Jean-Paul Le Chanois             |
| Den ukendte nat                                   | Les drageurs                      | Jean-Pierre Mocky                |
| Øjne uden ansigt                                  | Les yeux sans visage              | Georges Franju                   |
| Ung flugt                                         | Les quatre cents coups            | François Truffaut                |
| Den udvalgte                                      | La fièvre monte a el pao          | Luis Buñuel                      |
| Dr. Cordeliers testamente                         | Le testament du Dr. Cordelier     | Jean Renoir                      |
| Favntag i natten                                  | Toi, le venin                     | Robert Hossein                   |
| Lommetyven                                        | Pickpocket                        | Robert Bresson                   |
| Frokosten i Det Grønne                            | Le dejeuner sur l'herbe           | Jean Renoir                      |